# Károlyi di Nagykároly
Alla famiglia ungherese Károlyi di Nagykároly appartennero diverse figure politiche susseguitesi nel tempo e degne di nota:
- Sándor Károlyi (1668-1743), fondatore della potenza della sua famiglia, negoziatore della pace di Szatmár
- Alajos Károlyi (1825-1886), diplomatico, negoziatore della pace di Praga
- Gyula Károlyi (1871-1947)
- Mihály Károlyi (1875-1955)